# Māris Štrombergs
Māris Štrombergs (10. marts 1987 i Valmiera i Lettiske SSR) er en lettisk tidligere professionel BMX-cykelrytter. Štrombergs blev den først mandlige olympiske mester i BMX nogensinde i de olympiske leges historie, hvilket skete ved sommer-OL 2008 i Beijing. Māris Štrombergs kørte for klubben i Tālava og for Letlands olympiske BMX-hold. Han blev trænet af Ivo Lakučs.
I maj 2008 vandt han VM i BMX i Taiyuan i Kina og EM i Weiterstadt i Tyskland.
Štrombergs fik ved OL i Beijing næstbedste tid i kvalifikationsrunden, da han vandt første runde og blev nummer fem i anden. Derpå vandt han sin kvart- og sin semifinale, hvilket gjorde at han sikrede en god startposition i finalen. Her blev han presset af amerikanerne Mike Day og Donny Robinson, men han holdt sin førsteplads hjem, mens Day på anden- og Robinson på tredjepladsen begge var under et sekund efter ham. Hans medalje blev Letlands første under legene i Beijing, men også landets eneste guldmedalje.
Han fortsatte de næste år med at være med helt i toppen af verdenseliten; således vandt han VM i 2010 samt yderligere to World Cup-løb det år, og i 2011 vandt han VM-sølv.
Da han skulle forsvare sit OL-guld i 2012 i London, var han alligevel ikke så oplagt en favorit, idet han en længere periode havde været ramt af en skade. I kvalifikationen måtte han nøjes med en elvteplads, mens han i kvartfinalen blev nummer to og i semifinalen nummer tre. I finalen lagde han sig tidligt i spidsen og gav aldrig slip på denne plads, så han genvandt til olympiske mesterskab, mens den regerende verdensmester Sam Willoughby blev nummer to og colombianeren Carlos Oquendo nummer tre.
Štrombergs' sidste store resultater kom, da han blev europamester for i 2013 og 2014. Han var også med ved OL 2016 i Rio de Janeiro, hvor han efter en syvendeplads i kvalifikationen blot blev nummer fem i sin kvartfinale, hvorved han var ude af konkurrencen på en samlet 17. plads. Han indstillede sin professionelle karriere i efteråret 2018.
Māris Štrombergs er siden den 14. oktober 2008 Officer af Trestjerneordenen, en orden han fik overrakt af Letlands præsident Valdis Zatlers på Riga Slot den 17. november 2008.